# Terebiski
Terebiski – wieś w Polsce położona w województwie lubelskim, w powiecie bialskim, w gminie Sławatycze.
W latach 1975–1998 miejscowość administracyjnie należała do województwa bialskopodlaskiego.
Wieś jest sołectwem w gminie Sławatycze. Według Narodowego Spisu Powszechnego z roku 2011 wieś liczyła 15 mieszkańców.
Wierni Kościoła rzymskokatolickiego należą do parafii Przemienienia Pańskiego w Jabłecznej.